# Omero Tognon
Omero Tognon (Padova, 3 marzo 1924 – Pordenone, 23 agosto 1990) è stato un allenatore di calcio e calciatore italiano, di ruolo centrocampista. Alla sua memoria è dedicato l'omonimo stadio di Fontanafredda.

## Caratteristiche tecniche
Tognon era un centromediano che combinava grande forza e dinamismo nel fronteggiare gli attaccanti avversari a una correttezza esemplare, non avendo mai ricevuto un cartellino in carriera con la maglia del Milan.

## Carriera

### Giocatore

#### Club
Con esclusione degli ultimi due anni col Pordenone, in quarta serie, ha giocato tutta la carriera nel Milan a cavallo tra gli anni quaranta e gli anni cinquanta, arrivando ad esserne il capitano nella stagione 1953-54 e conquistando gli scudetti del 1950-51 e 1954-55 (anche se in questa occasione senza mai scendere in campo, per via di un grave infortunio).
In carriera ha totalizzato 294 presenze nella Serie A a girone unico, realizzando soltanto due reti, l'ultima delle quali valse al Milan il pareggio nel derby del 4 novembre 1951. A dimostrazione della sua costanza di rendimento, da notare le 155 partite consecutive giocate in Serie A con la maglia del Milan (a partire dalla 35ª giornata del campionato 1947-48 fino alla 35ª del campionato 1951-52).

#### Nazionale
Con la maglia della Nazionale italiana ha preso parte a due Mondiali, nel 1950 in Brasile e nel 1954 in Svizzera.
Ha esordito il 27 febbraio 1949, nella amichevole contro il Portogallo, mentre l'ultimo suo incontro è stata proprio la gara contro la Svizzera ai mondiali del 1954. In tutto ha disputato 14 gare in nazionale, senza mettere a segno gol.

### Allenatore
Cessata l'attività agonistica, ha intrapreso quella di allenatore, svolta in prevalenza nelle serie minori (ha fra l'altro guidato il Verona per due stagioni in Serie B e il Crotone).

## Statistiche

### Presenze e reti nei club
| Stagione        | Squadra         | Campionato      | Campionato | Campionato | Coppe nazionali | Coppe nazionali | Coppe nazionali | Coppe continentali | Coppe continentali | Coppe continentali | Altre coppe | Altre coppe | Altre coppe | Totale | Totale |
| Stagione        | Squadra         | Comp            | Pres       | Reti       | Comp            | Pres            | Reti            | Comp               | Pres               | Reti               | Comp        | Pres        | Reti        | Pres   | Reti   |
| --------------- | --------------- | --------------- | ---------- | ---------- | --------------- | --------------- | --------------- | ------------------ | ------------------ | ------------------ | ----------- | ----------- | ----------- | ------ | ------ |
| 1945-1946       | Milan           | PD              | 40+2       | 0          | -               | -               | -               | -                  | -                  | -                  | -           | -           | -           | 42     | 0      |
| 1946-1947       | Milan           | A               | 38         | 1          | -               | -               | -               | -                  | -                  | -                  | -           | -           | -           | 38     | 1      |
| 1947-1948       | Milan           | A               | 36         | 0          | -               | -               | -               | -                  | -                  | -                  | -           | -           | -           | 36     | 0      |
| 1948-1949       | Milan           | A               | 38         | 0          | -               | -               | -               | -                  | -                  | -                  | -           | -           | -           | 38     | 0      |
| 1949-1950       | Milan           | A               | 38         | 0          | -               | -               | -               | -                  | -                  | -                  | -           | -           | -           | 38     | 0      |
| 1950-1951       | Milan           | A               | 38         | 0          | -               | -               | -               | CL                 | 2                  | 0                  | -           | -           | -           | 40     | 0      |
| 1951-1952       | Milan           | A               | 37         | 1          | -               | -               | -               | -                  | -                  | -                  | -           | -           | -           | 37     | 1      |
| 1952-1953       | Milan           | A               | 27         | 0          | -               | -               | -               | CL                 | 2                  | 0                  | -           | -           | -           | 29     | 0      |
| 1953-1954       | Milan           | A               | 34         | 0          | -               | -               | -               | -                  | -                  | -                  | -           | -           | -           | 34     | 0      |
| 1954-1955       | Milan           | A               | 0          | 0          | -               | -               | -               | CL                 | 1                  | 0                  | -           | -           | -           | 1      | 0      |
| 1955-1956       | Milan           | A               | 8          | 0          | -               | -               | -               | CC+CL              | 1+0                | 0+0                | -           | -           | -           | 9      | 0      |
| Totale Milan    | Totale Milan    | Totale Milan    | 334+2      | 2          |                 | -               | -               |                    | 6                  | 0                  |             | -           | -           | 342    | 2      |
| Totale carriera | Totale carriera | Totale carriera | ?          | ?          |                 | ?               | ?               |                    | ?                  | ?                  |             | ?           | ?           | ?      | ?      |

### Cronologia presenze e reti in nazionale
| Cronologia completa delle presenze e delle reti in nazionale ― Italia | Cronologia completa delle presenze e delle reti in nazionale ― Italia | Cronologia completa delle presenze e delle reti in nazionale ― Italia | Cronologia completa delle presenze e delle reti in nazionale ― Italia | Cronologia completa delle presenze e delle reti in nazionale ― Italia | Cronologia completa delle presenze e delle reti in nazionale ― Italia | Cronologia completa delle presenze e delle reti in nazionale ― Italia | Cronologia completa delle presenze e delle reti in nazionale ― Italia |
| Data                                                                  | Città                                                                 | In casa                                                               | Risultato                                                             | Ospiti                                                                | Competizione                                                          | Reti                                                                  | Note                                                                  |
| --------------------------------------------------------------------- | --------------------------------------------------------------------- | --------------------------------------------------------------------- | --------------------------------------------------------------------- | --------------------------------------------------------------------- | --------------------------------------------------------------------- | --------------------------------------------------------------------- | --------------------------------------------------------------------- |
| 27-2-1949                                                             | Genova                                                                | Italia                                                                | 4 – 1                                                                 | Portogallo                                                            | Amichevole                                                            | -                                                                     |                                                                       |
| 22-5-1949                                                             | Firenze                                                               | Italia                                                                | 3 – 1                                                                 | Austria                                                               | Coppa Internazionale                                                  | -                                                                     |                                                                       |
| 12-6-1949                                                             | Budapest                                                              | Ungheria                                                              | 1 – 1                                                                 | Italia                                                                | Coppa Internazionale                                                  | -                                                                     |                                                                       |
| 2-4-1950                                                              | Vienna                                                                | Austria                                                               | 1 – 0                                                                 | Italia                                                                | Coppa Internazionale                                                  | -                                                                     |                                                                       |
| 8-4-1951                                                              | Lisbona                                                               | Portogallo                                                            | 1 – 4                                                                 | Italia                                                                | Amichevole                                                            | -                                                                     |                                                                       |
| 6-5-1951                                                              | Milano                                                                | Italia                                                                | 0 – 0                                                                 | Jugoslavia                                                            | Amichevole                                                            | -                                                                     |                                                                       |
| 3-6-1951                                                              | Genova                                                                | Italia                                                                | 4 – 1                                                                 | Francia                                                               | Amichevole                                                            | -                                                                     |                                                                       |
| 11-11-1951                                                            | Firenze                                                               | Italia                                                                | 1 – 1                                                                 | Svezia                                                                | Amichevole                                                            | -                                                                     |                                                                       |
| 25-11-1951                                                            | Lugano                                                                | Svizzera                                                              | 1 – 1                                                                 | Italia                                                                | Coppa Internazionale                                                  | -                                                                     |                                                                       |
| 24-2-1952                                                             | Bruxelles                                                             | Belgio                                                                | 2 – 0                                                                 | Italia                                                                | Amichevole                                                            | -                                                                     |                                                                       |
| 11-4-1954                                                             | Parigi                                                                | Francia                                                               | 1 – 3                                                                 | Italia                                                                | Amichevole                                                            | -                                                                     |                                                                       |
| 17-6-1954                                                             | Losanna                                                               | Svizzera                                                              | 2 – 1                                                                 | Italia                                                                | Mondiali 1954 - 1º turno                                              | -                                                                     |                                                                       |
| 20-6-1954                                                             | Lugano                                                                | Belgio                                                                | 1 – 4                                                                 | Italia                                                                | Mondiali 1954 - 1º turno                                              | -                                                                     |                                                                       |
| 23-6-1954                                                             | Basilea                                                               | Svizzera                                                              | 4 – 1                                                                 | Italia                                                                | Mondiali 1954 - 1º turno                                              | -                                                                     |                                                                       |
| Totale                                                                |                                                                       | Presenze                                                              | 14                                                                    |                                                                       | Reti                                                                  | 0                                                                     |                                                                       |

## Palmarès

### Giocatore

#### Competizioni nazionali
- Campionato italiano: 2

Milan: 1950-1951, 1954-1955

#### Competizioni internazionali
- Coppa Latina: 2

Milan: 1951, 1956

### Allenatore

#### Competizioni nazionali
- Serie C: 1

Arezzo: 1968-1969